# Rechte klimming

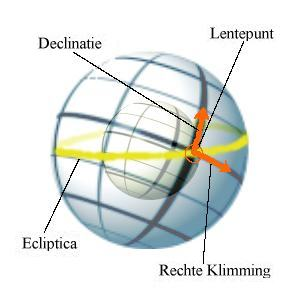

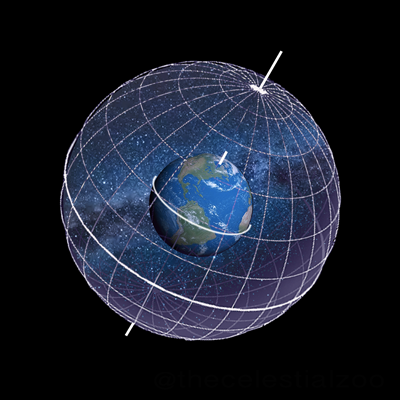
ter vergelijking

In de astronomie is rechte klimming, RK of internationaal right ascension, RA van Latijn: ascensio recta, een van de coördinaten waarmee de positie van een punt op de hemelbol wordt vastgelegd. De andere coördinaat is declinatie. Rechte klimmimg en declinatie vormen samen een van de astronomische coördinatenstelsels. De rechte klimming kan met de lengtegraad op Aarde worden vergeleken.
De rechte klimming van een punt is de hoek tussen het snijpunt van de uurcirkel van het punt met de hemelevenaar en het stijgende lentepunt. Daartoe is de hemelequator verdeeld in 24 uren, overeenkomend met de tijd van een aardrotatie. De hoek wordt gemeten in uren, minuten en seconden, met opklimmende waarden naar het oosten toe, tot en met het punt van 23 uur 59 minuten en 59,9 seconden. Dit is anders dan de geografische lengte op aarde, waar in beide richtingen wordt gewerkt, oosterlengte en westerlengte, en waar in booggraden wordt gemeten. Een uur op de hemelequator komt dus overeen met een hoek van 360/24 = 15 graden. Zo komt ook één minuut overeen met 15 boogminuten en één seconde met 15 boogseconden. 
Er lijkt geen standaardnotatie voor de rechte klimming te bestaan, zowel 12u34m56,7s, 12 u. 34 min. 56,7 sec. als 12:34:56,7 komen voor, met voor internationaal gebruik nog de letter h voor de uren. Naast het eeuwenoude sexagesimale stelsel om de booggraad op te delen in minuten en seconden, is ook de decimale opdeling in gebruik, kortweg decimale graad genoemd. Als voorbeeld voor de ster Sirius wordt dan de rechte klimming 101,287155° i.p.v. 101° 17' 13,8".
'Rechte klimming' wijst erop dat een ster op de evenaar in dat punt loodrecht op de horizon opkomt.
|             | Hoek | Uurcirkel |
| ----------- | ---- | --------- |
| Cirkel      | 360° | 24u       |
| Uur         | 15°  | 1u        |
| Booggraad   | 1°   | 4m        |
| Minuut      | 15′  | 1m        |
| Boogminuut  | 1′   | 4s        |
| Seconde     | 15″  | 1s        |
| Boogseconde | 1″   | 0,067s    |